# 2070-те
2070-те години са седмото десетилетие на XXI век, обхващащо периода от 1 януари 2070 г. до 31 декември 2079 година.